# Peter Clohessy
Pas d'image ? Cliquez ici

a Compétitions nationales et continentales officielles uniquement.

b Matchs officiels uniquement.
Dernière mise à jour le 1 mai 2025.
Peter Clohessy,  né le 22 mars 1966 à Limerick (Irlande), est un joueur international irlandais de rugby à XV, qui a joué avec le Munster de 1987 à 1996 puis de 1997 à 2002, évoluant au poste de pilier.
Sa fille, Jane Clohessy, est également une joueuse internationale irlandaise de rugby à XV.

## Biographie
Peter Clohessy connaît sa première cape internationale en équipe d'Irlande, à l'occasion d'un test match, le 20 février 1993 contre l'équipe de France. 
Il participe au Tournoi des Cinq/Six Nations entre 1993 et 2002.
Clohessy dispute la Coupe du monde 1999 (deux matchs disputés).

## Statistiques en équipe nationale
- 54 sélections en équipe d'Irlande.
- Sélections par années : 3 en 1993, 7 en 1994, 4 en 1995, 2 en 1996, 1 en 1997, 6 en 1998, 10 en 1999, 8 en 2000, 8 en 2001, 5 en 2002.
- Tournois des Cinq/Six nations disputés: 1993, 1994, 1995, 1996, 1998, 1999, 2000, 2001, 2002.
- Participation à la Coupe du monde en 1999.